# Tredje Ögat (bokserie)
Tredje Ögat är en bokserie (Libris 384889) utgiven av bokförlaget Legenda i samarbete med Sida. Redaktörer för serien är Leif Duprez och Lennart Hagerfors. Enligt omslaget: "I serien Tredje Ögat introduceras en rad hittills okända romaner och andra berättelser från den så kallade tredje världen. Verken - som hämtas ur en stor men i Sverige till största delen okänd diktning - gestaltar erfarenheter som är specifika för denna tredje värld. Här presenteras både förbisedda klassiker och nyskrivna verk. Den litterära kvalitén är vad de har gemensamt."
| Författare          | Titel                                              | Originaltitel                       | Utgivningsår |
| ------------------- | -------------------------------------------------- | ----------------------------------- | ------------ |
| Augusto Céspedes    | Djävulens metall: tennkungens liv                  | Metal del diablo                    | 1983         |
| Colin Johnson       | Länge leve Sandawara                               | Long live Sandawara                 | 1983         |
| Yousuf Idris        | Tabu                                               | al-Haram                            | 1983         |
| Bessie Head         | När regnmolnen hopas                               | When rain clouds gather             | 1984         |
| Ru Zhijuan          | Den felfriserade historien                         |                                     | 1984         |
| Ayi Kwei Armah      | De ännu inte födda                                 | The beautiful ones are not yet born | 1984         |
| José María Arguedas | De djupa floderna                                  | Los ríos profundos                  | 1985         |
|                     | Blodig gryning och andra noveller från Afghanistan |                                     | 1985         |